# Mannschaftszug
De Mannschaftszug verwijst naar de reddingstechniek om iemand uit een gletsjerspleet te halen. Als men met minimaal vier personen aan een touw over een gletsjer loopt, dan vervalt de noodzaak van resttouwen en ingewikkeldere reddingstechnieken (bijvoorbeeld de Seilrolle en prusikmethode). Mocht een persoon in een gletsjerspleet vallen, dan zijn de overigen (in het Duits dus de Mannschaftszug) sterk genoeg om hem er met zijn allen weer uit te trekken. De voorste man loopt dan gezekerd naar de rand van de spleet en coördineert de reddingsactie. Vaak wordt aangeraden dat men oppast met het over de rand trekken van het slachtoffer; bij ongecontroleerd hard trekken bestaat er de kans dat men het slachtoffer doodtrekt.